# Rumanová

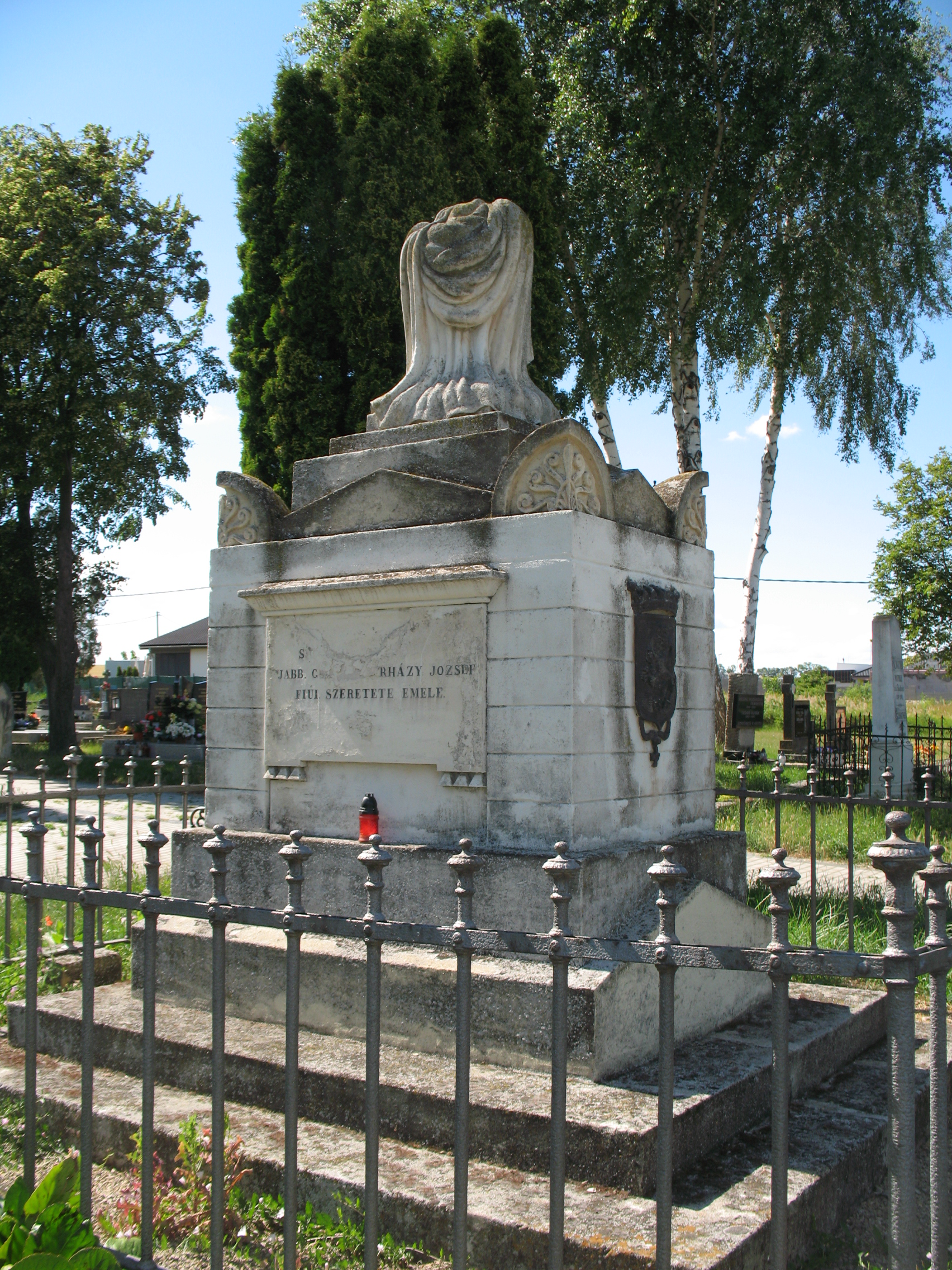

Rumanová (bis 1927 slowakisch auch „Romanová“; ungarisch Románfalva – bis 1907 Románfalu) ist eine slowakische Gemeinde im Okres Nitra und im Nitriansky kraj mit 859 Einwohnern (Stand 31. Dezember 2024).

## Geographie
Die Gemeinde befindet sich im Westteil des Hügellandes Nitrianska pahorkatina innerhalb des slowakischen Donautieflands in einem sanften Tal des Baches Rumanovský potok im Einzugsgebiet der Waag. Das Ortszentrum liegt auf einer Höhe von 160 m n.m. und ist 16 Kilometer von Hlohovec sowie jeweils 23 Kilometer von Nitra und Sereď entfernt.
Nachbargemeinden sind Sasinkovo und Kľačany im Norden, Rišňovce im Nordosten, Veľké Zálužie im Osten, Báb im Süden, Pusté Sady im Südwesten und Zemianske Sady im Westen.

## Geschichte
Der Ort wurde zum ersten Mal 1369 als Romanfolva schriftlich erwähnt. Im 16. Jahrhundert war das Dorf Besitz der Geschlechter Farkas, Desseő und Szentpétery, im 18. Jahrhundert von Andrássy, Esterházy und Sándor. 1828 zählte man 55 Häuser und 385 Einwohner, deren Haupteinnahmequelle Landwirtschaft war.
Bis 1918 gehörte der im Komitat Neutra liegende Ort zum Königreich Ungarn und kam danach zur Tschechoslowakei beziehungsweise heute Slowakei.

## Bevölkerung
| Jahr                | 1994 | 2004    | 2014    | 2024    |
| ------------------- | ---- | ------- | ------- | ------- |
| Anzahl der Personen | 824  | 772     | 831     | 859     |
| Unterschied         |      | −6,31 % | +7,64 % | +3,36 % |

| Jahr                | 2023 | 2024    |
| ------------------- | ---- | ------- |
| Anzahl der Personen | 857  | 859     |
| Unterschied         |      | +0,23 % |

Gemäß der Volkszählung 2011 wohnten in Rumanová 795 Einwohner, davon 765 Slowaken und vier Tschechen. 26 Einwohner machten keine Angabe. 676 Einwohner bekannten sich zur römisch-katholischen Kirche, sechs Einwohner zur evangelischen Kirche A. B., zwei Einwohner zur griechisch-katholischen Kirche sowie jeweils ein Einwohner zur orthodoxen Kirche und zur tschechoslowakischen hussitischen Kirche; drei Einwohner bekannten sich zu einer anderen Konfession. 68 Einwohner waren konfessionslos und bei 38 Einwohnern ist die Konfession nicht ermittelt.

## Bauwerke
- Kapelle Maria vom Rosenkranz im Barockstil aus dem 18. Jahrhundert
- Andrássy-Landschloss im spätklassizistischen Stil aus dem 19. Jahrhundert